# Esmee de Graaf
Esmee de Graaf (Baarn, 2 augustus 1997) is een Nederlands voetbalster die uitkomt voor Feyenoord in de Nederlandse Eredivisie.

## Carrièrestatistieken
| Seizoen                    | Club                 | Land            | Competitie         | Competitie | Competitie | Beker | Beker | Internationaal | Internationaal | Overig | Overig | Totaal | Totaal |
| Seizoen                    | Club                 | Land            | Competitie         | Wed.       | Dlp.       | Wed.  | Dlp.  | Wed.           | Dlp.           | Wed.   | Dlp.   | Wed.   | Dlp.   |
| -------------------------- | -------------------- | --------------- | ------------------ | ---------- | ---------- | ----- | ----- | -------------- | -------------- | ------ | ------ | ------ | ------ |
| 2015/16                    | PEC Zwolle           | Nederland       | Eredivisie         | 24         | 7          | 1     | 0     | –              | –              | –      | –      | 25     | 7      |
| 2016/17                    | PEC Zwolle           | Nederland       | Eredivisie         | 26         | 7          | 2     | 1     | –              | –              | –      | –      | 28     | 8      |
| 2017/18                    | PEC Zwolle           | Nederland       | Eredivisie         | 24         | 8          | 1     | 0     | –              | –              | –      | –      | 25     | 8      |
| 2018/19                    | West Ham United F.C. | Engeland        | Super League       | 8          | 1          | 3     | 2     | –              | –              | –      | –      | 11     | 3      |
| 2019/20                    | West Ham United      | Engeland        | Super League       | 2          | 0          | 1     | 0     | -              | -              | -      | -      | 3      | 0      |
| 2020/21                    | Leicester City WFC   | Engeland        | Championship       | 15         | 1          | 4     | 0     | -              | -              | -      | -      | 19     | 1      |
| 2021/22                    | Leicester City WFC   | Engeland        | Super League       | 21         | 0          | 6     | 1     | -              | -              | -      | -      | 27     | 1      |
| 2022/23                    | Feyenoord            | Nederland       | Eredivisie         | 20         | 4          | 1     | 0     | -              | -              | -      | -      | 21     | 4      |
| 2023/24                    | Feyenoord            | Nederland       | Vrouwen Eredivisie | 19         | 6          | 3     | 0     | -              | -              | -      | -      | 22     | 6      |
| 2024/25                    | Feyenoord            | Nederland       | Vrouwen Eredivisie | 20         | 10         | 3     | 0     | -              | -              | -      | -      | 23     | 10     |
| Carrière totaal            | Carrière totaal      | Carrière totaal | Carrière totaal    | 185        | 43         | 21    | 3     | 0              | 0              | 0      | 0      | 138    | 28     |
| Bijgewerkt tot 16 mei 2025 |                      |                 |                    |            |            |       |       |                |                |        |        |        |        |

## Interlandcarrière

### Nederland
Op 28 februari 2018 debuteerde De Graaf voor Nederland in een vriendschappelijke wedstrijd tegen Japan (6 – 2). Ze kwam in de 73e minuut in het veld voor Shanice van de Sanden.
| Interlands van Esmee de Graaf | Interlands van Esmee de Graaf | Interlands van Esmee de Graaf | Interlands van Esmee de Graaf | Interlands van Esmee de Graaf | Interlands van Esmee de Graaf |
| №                             | Datum                         | Wedstrijd                     | Uitslag                       | Soort wedstrijd               | Doelpunten                    |
| Als speler bij PEC Zwolle     | Als speler bij PEC Zwolle     | Als speler bij PEC Zwolle     | Als speler bij PEC Zwolle     | Als speler bij PEC Zwolle     | Als speler bij PEC Zwolle     |
| ----------------------------- | ----------------------------- | ----------------------------- | ----------------------------- | ----------------------------- | ----------------------------- |
| 1.                            | 28 februari 2018              | Japan – Nederland             | 2 – 6                         | Vriendschappelijk             | 0                             |

### Nederland onder 23
Op 8 maart 2020 debuteerde de Graaf voor Nederland –23 in een vriendschappelijke wedstrijd tegen Noorwegen –23 (1 - 1).
| Interlands van Esmee de Graaf       | Interlands van Esmee de Graaf       | Interlands van Esmee de Graaf       | Interlands van Esmee de Graaf       | Interlands van Esmee de Graaf       | Interlands van Esmee de Graaf       |
| №                                   | Datum                               | Wedstrijd                           | Uitslag                             | Soort wedstrijd                     | Doelpunten                          |
| Als speler bij West Ham United F.C. | Als speler bij West Ham United F.C. | Als speler bij West Ham United F.C. | Als speler bij West Ham United F.C. | Als speler bij West Ham United F.C. | Als speler bij West Ham United F.C. |
| ----------------------------------- | ----------------------------------- | ----------------------------------- | ----------------------------------- | ----------------------------------- | ----------------------------------- |
| 1.                                  | 8 maart 2020                        | Noorwegen – Nederland               | 1 - 1                               | Vriendschappelijk                   | 0                                   |

### Nederland onder 19
Op 22 januari 2016 debuteerde De Graaf voor Nederland –19 in een kwalificatiewedstrijd tegen Zwitserland –19 (2 – 1).
| Interlands van Esmee de Graaf | Interlands van Esmee de Graaf | Interlands van Esmee de Graaf | Interlands van Esmee de Graaf | Interlands van Esmee de Graaf | Interlands van Esmee de Graaf |
| №                             | Datum                         | Wedstrijd                     | Uitslag                       | Soort wedstrijd               | Doelpunten                    |
| Als speler bij PEC Zwolle     | Als speler bij PEC Zwolle     | Als speler bij PEC Zwolle     | Als speler bij PEC Zwolle     | Als speler bij PEC Zwolle     | Als speler bij PEC Zwolle     |
| ----------------------------- | ----------------------------- | ----------------------------- | ----------------------------- | ----------------------------- | ----------------------------- |
| 1.                            | 22 januari 2016               | Nederland – Zwitserland       | 2 – 1                         | Kwalificatie EK 2016          | 0                             |
| 2.                            | 3 maart 2016                  | Nederland – Engeland          | 3 – 1                         | Kwalificatie EK 2016          | 1                             |
| 3.                            | 5 maart 2016                  | Denemarken – Nederland        | 0 – 1                         | Kwalificatie EK 2016          | 1                             |
| 4.                            | 7 maart 2016                  | Italië – Nederland            | 2 – 2                         | Kwalificatie EK 2016          | 0                             |
| 5.                            | 7 april 2016                  | Wit-Rusland – Nederland       | 0 – 3                         | Kwalificatie EK 2016          | 0                             |
| 6.                            | 19 juli 2016                  | Slowakije – Nederland         | 0 – 6                         | EK 2016                       | 0                             |
| 7.                            | 22 juli 2016                  | Nederland – Noorwegen         | 1 – 0                         | EK 2016                       | 0                             |
| 8.                            | 28 juli 2016                  | Spanje – Nederland            | 4 – 3                         | EK 2016                       | 0                             |

### Nederland onder 17
Op 27 juli 2013 debuteerde De Graaf voor Nederland –17 in een vriendschappelijke wedstrijd tegen België –17 (3 – 1).
| Interlands van Esmee de Graaf | Interlands van Esmee de Graaf | Interlands van Esmee de Graaf | Interlands van Esmee de Graaf | Interlands van Esmee de Graaf | Interlands van Esmee de Graaf |
| №                             | Datum                         | Wedstrijd                     | Uitslag                       | Soort wedstrijd               | Doelpunten                    |
| Als speler bij SV Saestum     | Als speler bij SV Saestum     | Als speler bij SV Saestum     | Als speler bij SV Saestum     | Als speler bij SV Saestum     | Als speler bij SV Saestum     |
| ----------------------------- | ----------------------------- | ----------------------------- | ----------------------------- | ----------------------------- | ----------------------------- |
| 1.                            | 27 juli 2013                  | België – Nederland            | 1 – 3                         | Vriendschappelijk             | 0                             |
| 2.                            | 2 augustus 2013               | Nederland – Oekraïne          | 4 – 1                         | Kwalificatie EK 2014          | 0                             |
| 3.                            | 7 augustus 2013               | Finland – Nederland           | 1 – 0                         | Kwalificatie EK 2014          | 0                             |
| 4.                            | 13 oktober 2013               | Duitsland – Nederland         | 0 – 0                         | Kwalificatie EK 2014          | 0                             |
| 5.                            | 25 april 2014                 | Nederland – Zweden            | 1 – 0                         | Vriendschappelijk             | 1                             |

### Nederland onder 16
Op 14 februari 2013 debuteerde De Graaf voor Nederland –16 in een vriendschappelijke wedstrijd tegen Oostenrijk –16 (0 – 3).
| Interlands van Esmee de Graaf | Interlands van Esmee de Graaf | Interlands van Esmee de Graaf | Interlands van Esmee de Graaf | Interlands van Esmee de Graaf | Interlands van Esmee de Graaf |
| №                             | Datum                         | Wedstrijd                     | Uitslag                       | Soort wedstrijd               | Doelpunten                    |
| Als speler bij SV Saestum     | Als speler bij SV Saestum     | Als speler bij SV Saestum     | Als speler bij SV Saestum     | Als speler bij SV Saestum     | Als speler bij SV Saestum     |
| ----------------------------- | ----------------------------- | ----------------------------- | ----------------------------- | ----------------------------- | ----------------------------- |
| 1.                            | 14 februari 2013              | Nederland – Oostenrijk        | 0 – 3                         | Vriendschappelijk             | 0                             |
| 2.                            | 15 februari 2013              | Schotland – Nederland         | 1 – 0                         | Vriendschappelijk             | 0                             |
| 3.                            | 17 februari 2013              | Nederland – Portugal          | 2 – 1                         | Vriendschappelijk             | 0                             |
| 4.                            | 1 juli 2013                   | Finland – Nederland           | 2 – 1                         | Vriendschappelijk             | 0                             |
| 5.                            | 2 juli 2013                   | IJsland – Nederland           | 2 – 2                         | Vriendschappelijk             | 0                             |

## Palmares
2020/21 Kampioen van de FA Women's Championship (Leicester City).